# Asura bipars
Asura bipars là một loài bướm đêm thuộc phân họ Arctiinae, họ Erebidae.